# Ḩowẕ-e Karam
Ḩowẕ-e Karam (persiska: حوض کرم) är en ort i Iran.   Den ligger i provinsen Khorasan, i den östra delen av landet, 700 km öster om huvudstaden Teheran. Ḩowẕ-e Karam ligger 878 meter över havet och antalet invånare är 198.
Terrängen runt Ḩowẕ-e Karam är platt, och sluttar söderut. Runt Ḩowẕ-e Karam är det ganska glesbefolkat, med 24 invånare per kvadratkilometer. Närmaste större samhälle är Jangal, 17,7 km nordväst om Ḩowẕ-e Karam. Omgivningarna runt Ḩowẕ-e Karam är i huvudsak ett öppet busklandskap.